# Włodzimierz Czetwertyński-Światopełk

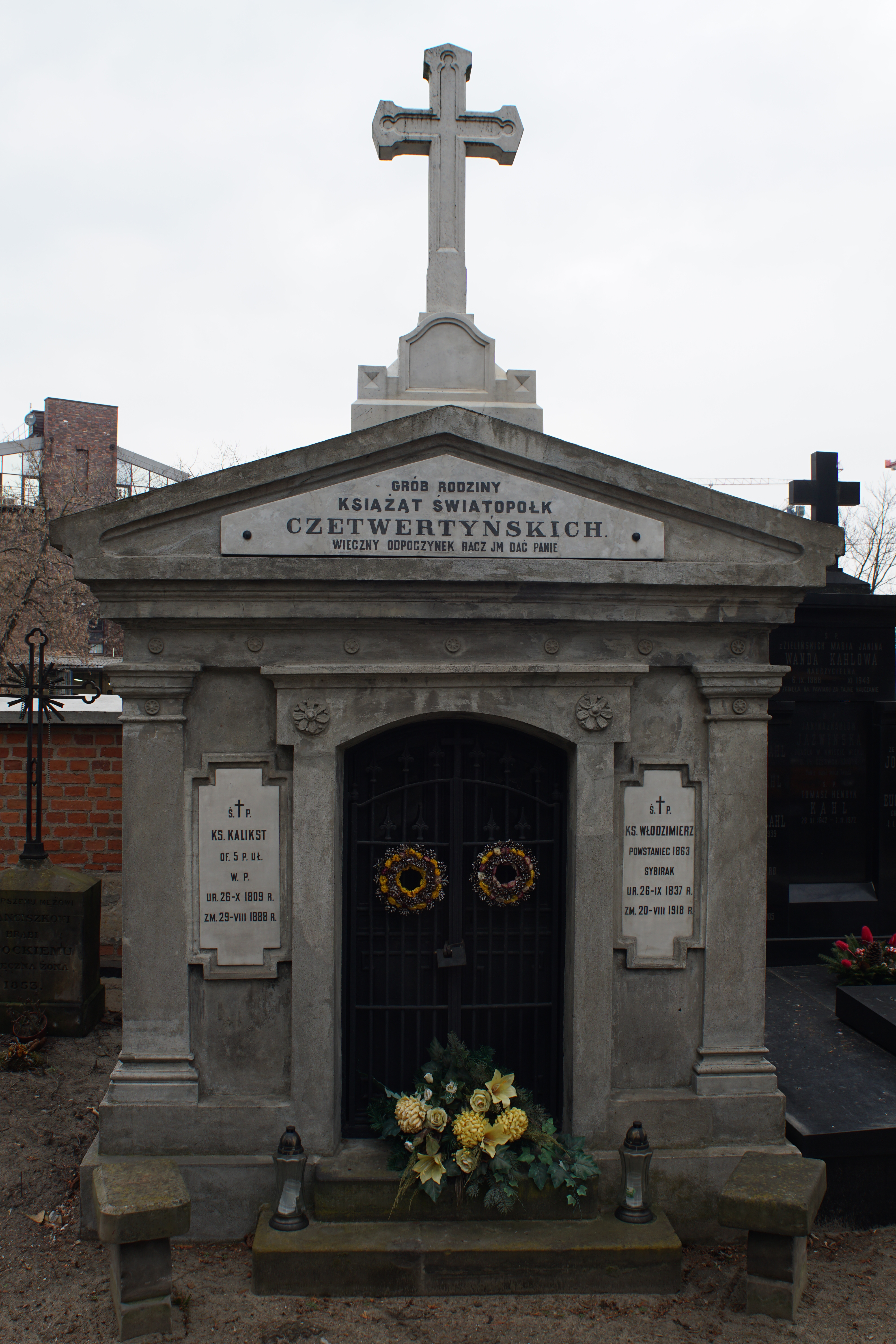
Grób Włodzimierza Czetwertyńskiego-Światopełka na cmentarzu Powązkowskim

Włodzimierz Ludwik Stanisław Czetwertyński-Światopełk (ur. 26 września 1837 w Woronczynie, zm. 20 sierpnia 1918 w Warszawie) – książę, radca Komitetu Towarzystwa Kredytowego Ziemskiego, spiskowiec, naczelnik cywilny powiatu łuckiego w powstaniu styczniowym, zesłaniec, obywatel ziemski guberni siedleckiej w 1909 roku.

## Zarys biografii
Syn Kaliksta Czetwertyńskiego (1809–1888) i Marii Kropińskiej (1819–1839). Wnuk generała Ludwika Kropińskiego, prawnuk: Jana Tomasza Czetwertyńskiego-Światopełk, kasztelana czernihowskiego, Marcina Grocholskiego wojewody bracławskiego i Stanisława Kropińskiego, posła i konfederata barskiego. 
Brał udział w powstaniu styczniowym na Wołyniu. Został aresztowany i zesłany na ciężkie roboty na Syberię. Po 4 latach powrócił z zesłania (1867). W 1906 roku został prezesem Komitetu Towarzystwa Kredytowego Ziemskiego oraz Warszawskiego Towarzystwa Dobroczynności. Był współzałożycielem Komitetu Obywatelskiego miasta Warszawy. Główny opiekun Tajnego Towarzystwa opieki nad Weteranami w Warszawie. Po swym teściu Sewerynie Macieju Uruskim (1817–1890), otrzymał cenny księgozbiór heraldyczny.   
Został pochowany na warszawskich Powązkach (pod murem ul. Powązkowskiej II-18/19).
Podczas I wojny światowej członek Szwajcarskiego Komitetu Generalnego Pomocy Ofiarom Wojny. 
Jego żona Maria Czetwertyńska-Światopełk z domu Uruska, którą poślubił we Lwowie 10 lipca 1873, urodziła sześcioro dzieci, była właścicielką dóbr Rudzieniec, działaczką społeczną, katolicką, oświatową, wieloletnią przewodniczącą Katolickiego Związku Polek, zmarła w 1931. Mieli trzech synów: Seweryna, Włodzimierza Szczęsnego i Ludwika oraz trzy córki: Zofię za Władysławem Leonem Zamoyskim, Marię za Adamem Tarnowskim i Wandę za Andrzejem Piusem Żółtowskim.  Najstarszy syn Seweryn (1873–1945) był prezesem Centralnego Towarzystwa Rolniczego w Warszawie.